# 나의 인생 고백 2
"나의 인생 고백 2"는 한국에서 제작된 심우섭 감독의 1975년 영화이다. 배삼룡 등이 주연으로 출연하였고 주동진 등이 제작에 참여하였다.

## 출연

### 주연
- 배삼룡
- 최용순
- 박시명